# 1898 en Belgique
Chronologie de la Belgique
- 1894
- 1895
- 1896
- 1897
- 1898
- 1899
- 1900
- 1901
- 1902

Cette page recense des événements qui se sont produits durant l'année 1898 en Belgique.

## Chronologie
- 3 avril : plus de 3 000 personnes participent à un meeting de la Ligue wallonne à Liège[1].
- 18 avril : loi d'égalité ou loi Coremans-De Vriendt, reconnaissant la langue « flamande » comme langue officielle au même titre que le français[2].
- 22 mai : élections législatives. Victoire du Parti catholique.

## Culture

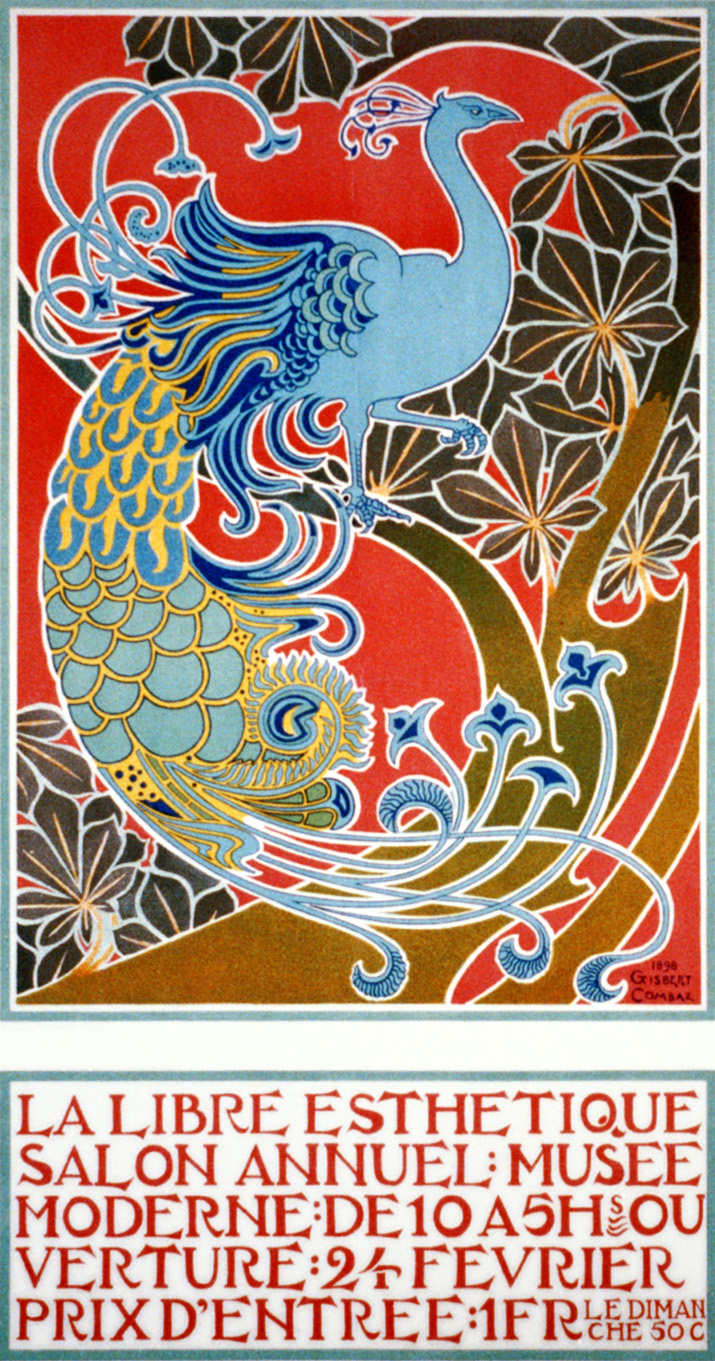
Affiche du salon annuel de La Libre Esthétique (Gisbert Combaz).

### Architecture

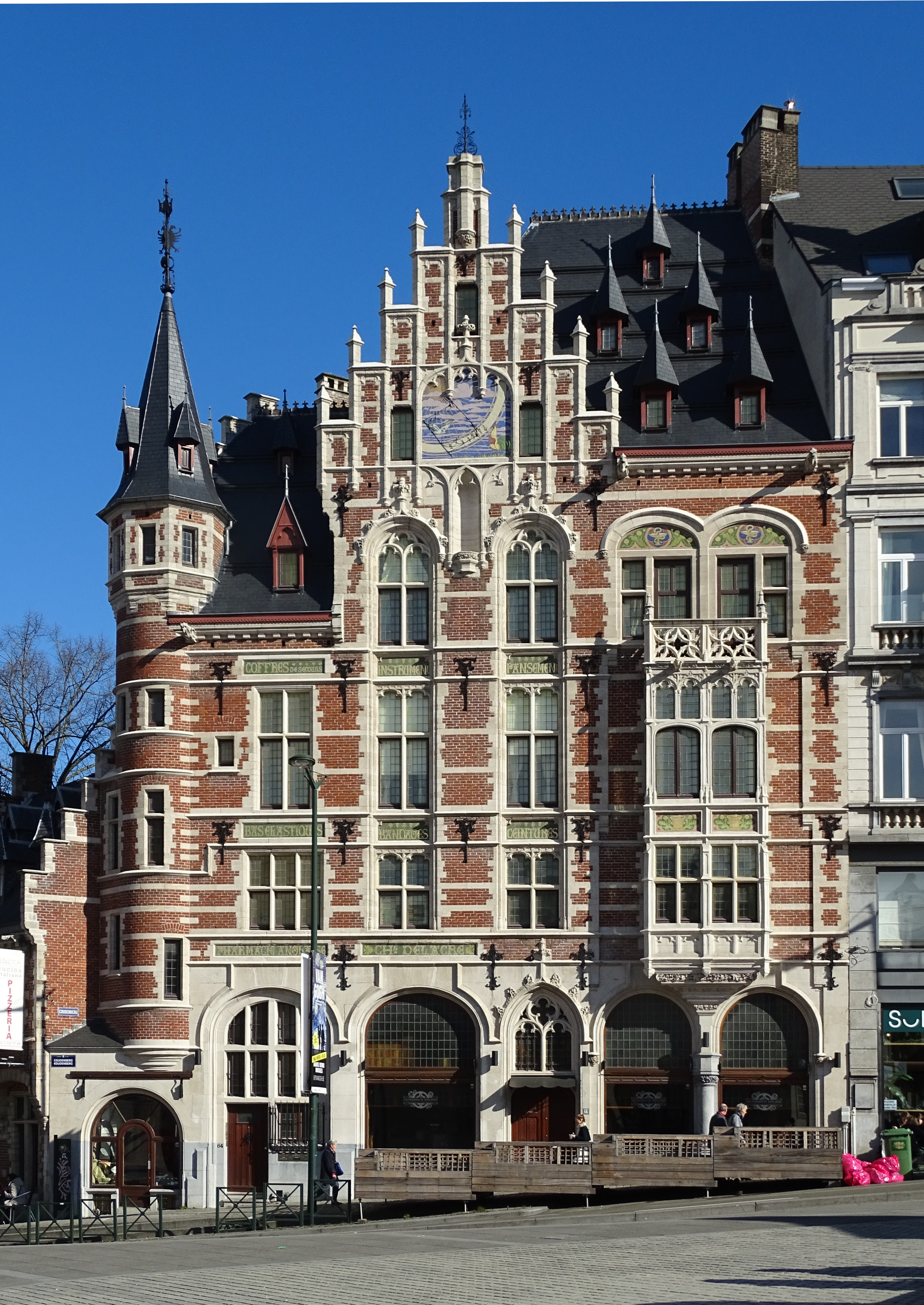
Pharmacie anglaise, bâtiment néogothique réalisé par Paul Saintenoy
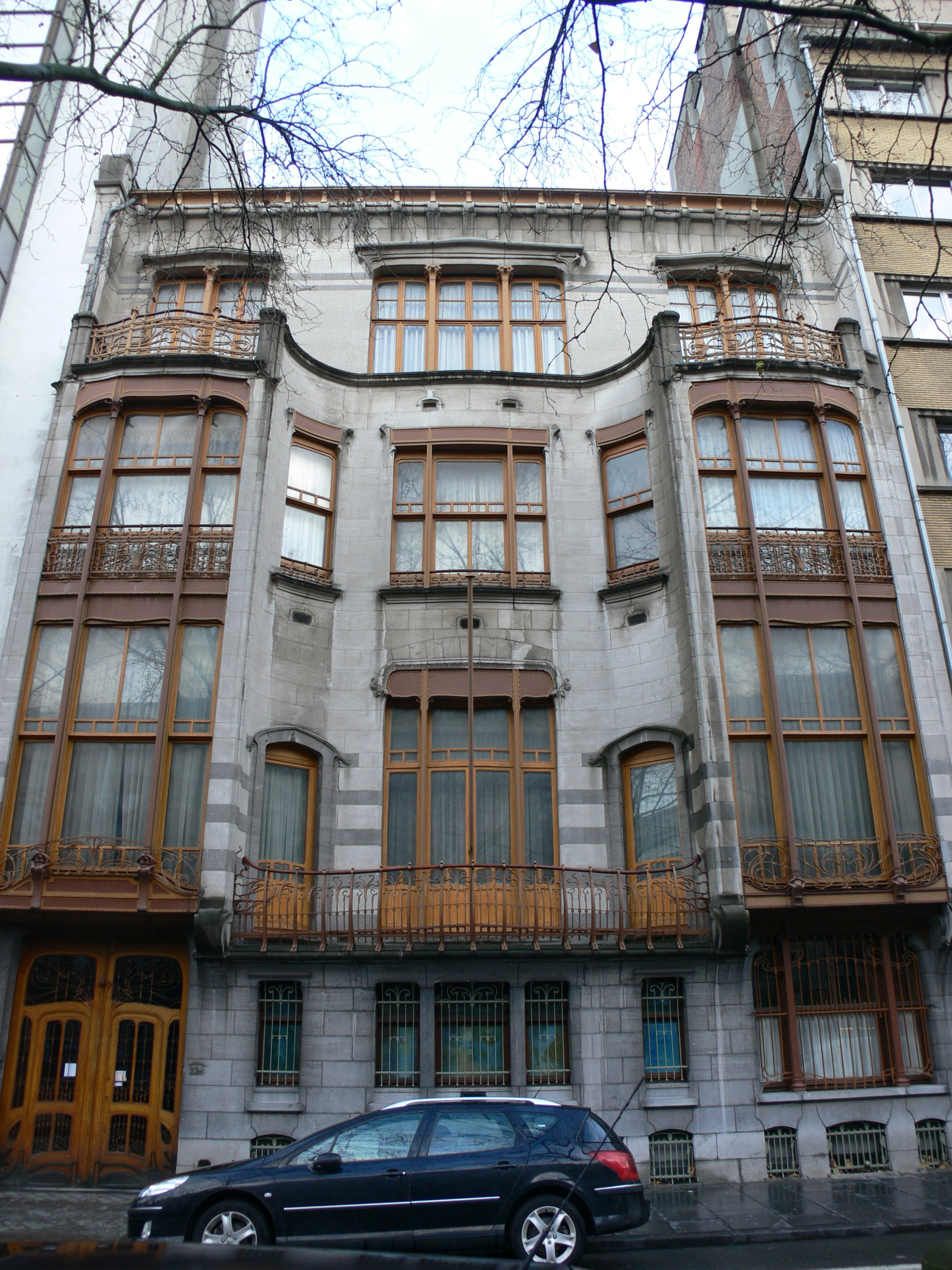
Hôtel Solvay, maison Art nouveau conçue par Victor Horta

### Littérature
- Les Aubes, pièce d'Émile Verhaeren[3].
- Entrevisions, recueil de poèmes de Charles Van Lerberghe[4].
- Le Miroir du ciel natal, recueil de poèmes de Georges Rodenbach[5].

### Peinture

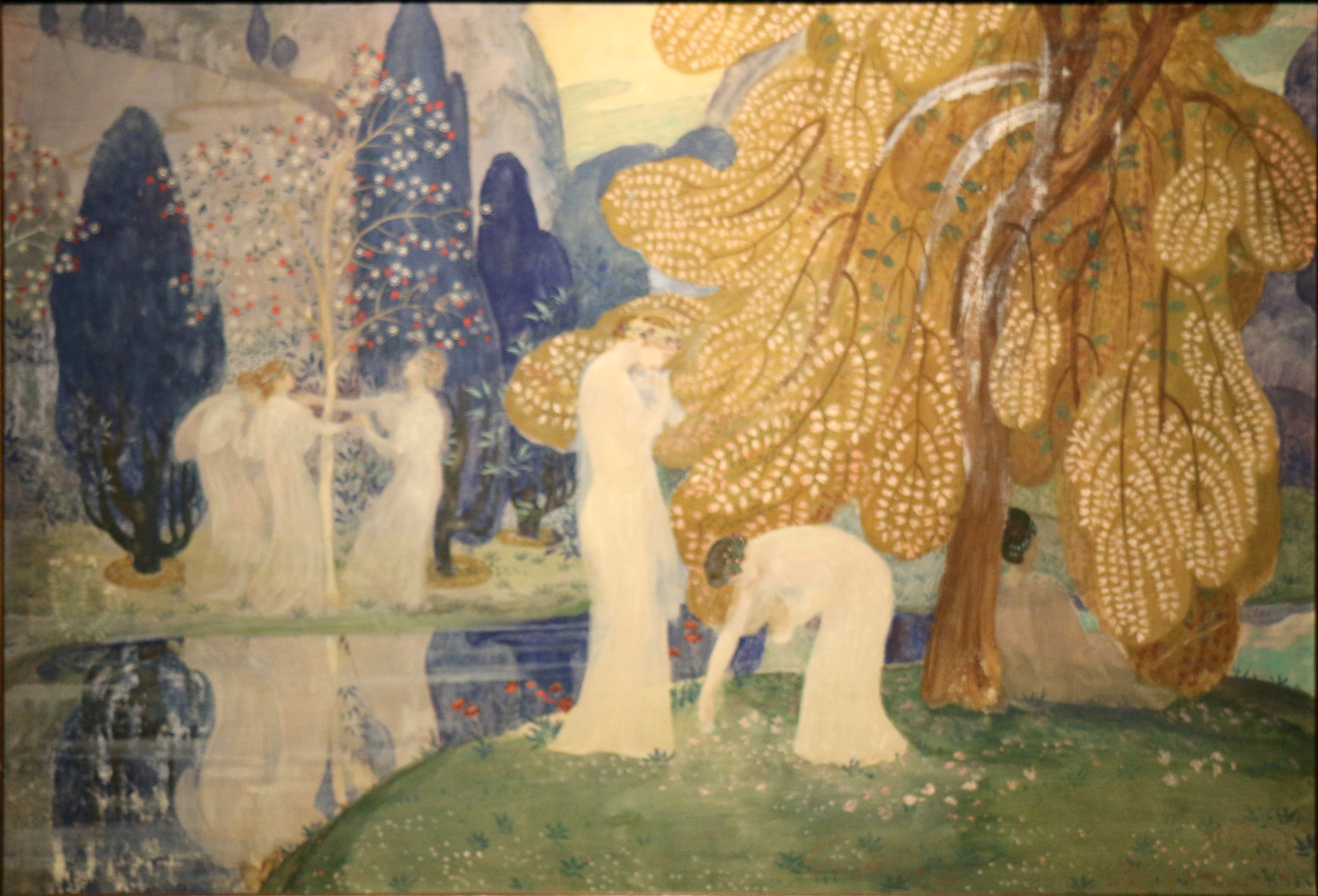
Nymphes dansant (Constant Montald)

### Sculpture

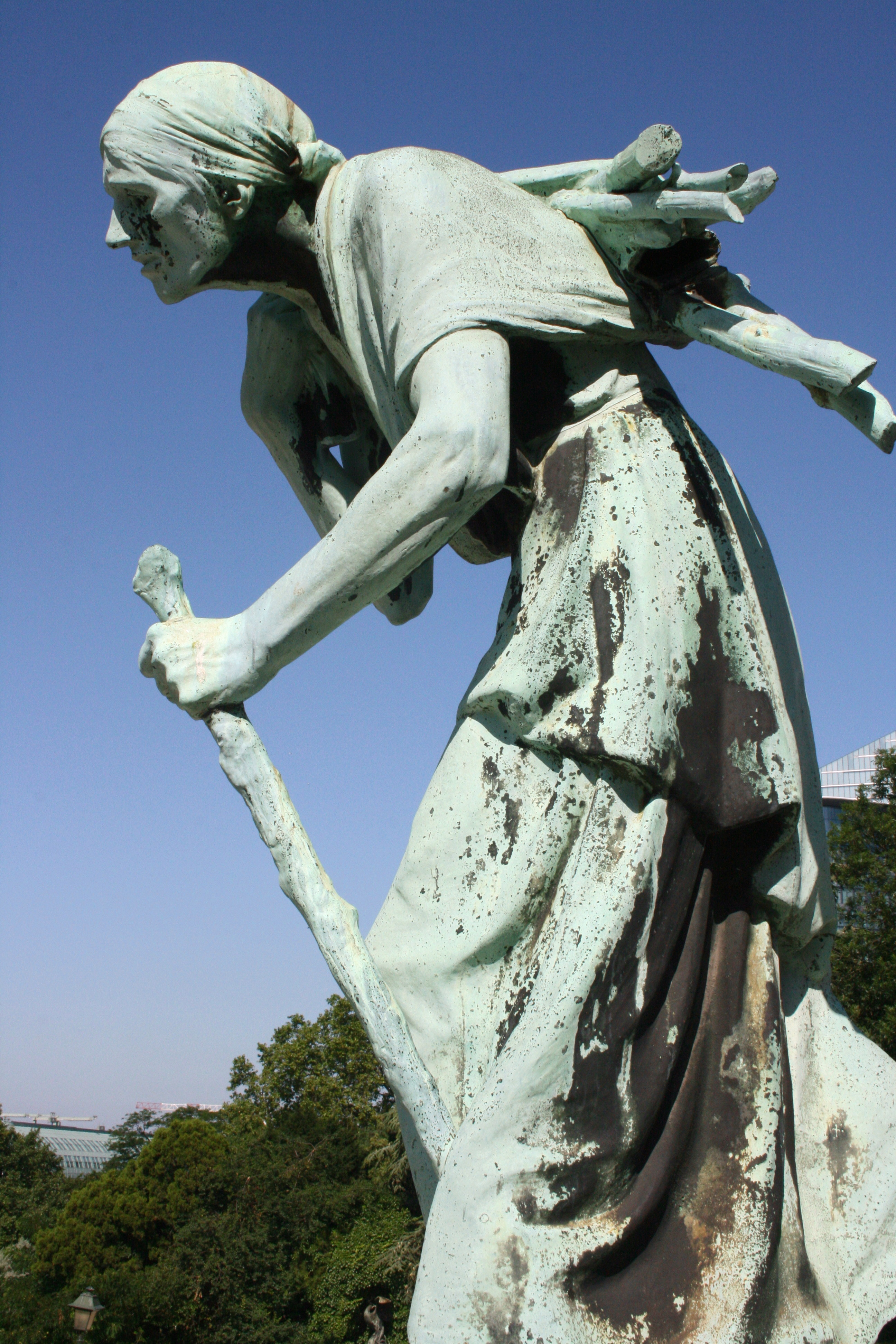
L'Hiver (Pierre-Jean Braecke)

## Sciences
- Expédition antarctique belge.

## Sports
- Fondation à Liège du Standard Football Club.

## Naissances
- 12 janvier : Félix De Boeck, peintre († 18 janvier 1995).
- 17 mars : Raymond Decorte, coureur cycliste († 30 mars 1972).
- 3 avril : Michel de Ghelderode, dramaturge († 1er avril 1962).
- 8 avril : Achille van Acker, homme politique († 10 juillet 1975).
- 16 août : Franz Grégoire, théologien et philosophe († 10 octobre 1977).
- 22 août : Omer Huyse, coureur cycliste († 2 mai 1985).
- 21 novembre : René Magritte, peintre († 15 août 1967).
- 21 décembre : Romanie Pollet, supercentenaire († 17 octobre 2009).
- 26 décembre : Hector Martin, coureur cycliste († 9 août 1972).

## Décès
- 20 janvier : François Roffiaen, peintre (° 9 août 1820).
- 14 mai : Alphonse Nothomb, homme politique (° 12 juillet 1817).
- 5 juin : Émile Danco, explorateur mort d'une crise cardiaque lors de l'expédition antarctique belge (° 29 novembre 1869).
- 9 juin : Joseph Jaquet, sculpteur (° 30 janvier 1822).
- 14 juillet : Armand Dandoy, peintre et photographe (° 11 novembre 1834).
- 23 août : Félicien Rops, peintre, aquafortiste, dessinateur, illustrateur et graveur (° 7 juillet 1833), mort à Essonnes (France).
- 25 décembre : Georges Rodenbach, poète symboliste (° 16 juillet 1855), mort à Paris.